# S/2019 S 21
S/2019 S 21 es un satélite natural de Saturno. Su descubrimiento fue anunciado por Scott S. Sheppard, David C. Jewitt, Jan Kleyna, Edward Ashton, Brett J. Gladman, Jean-Marc Petit y Mike Alexandersen el 16 de mayo de 2023 a partir de observaciones realizadas entre el 2 de febrero de 2006 y el 8 de julio de 2021.
S/2019 S 21 tiene unos 4 kilómetros de diámetro y orbita Saturno a una distancia media de 26.076 Gm en 1,572.06 días, con una inclinación de 171.5, órbitas en dirección retrógrada y una excentricidad de 0.125. S/2019 S 21 pertenece al grupo nórdico y una de las lunas más distantes de Saturno junto con S/2004 S 26, S/2004 S 52 y S/2020 S 9.